# Phyllodromica iberica
Phyllodromica iberica es una especie de cucaracha del género Phyllodromica, familia Ectobiidae. Fue descrita científicamente por Knebelsberger & Miller en 2007.
Habita en España.